# Comtram
Comtram Sibiu este o companie de transport din România.
Principalul obiect de activitate al societății este transportul rutier de mărfuri.
Acționarul majoritar este societatea Transcar (parte a grupului Atlassib controlat de Ilie Carabulea), care deține 82,69% din acțiuni.
Compania se ocupă și cu lucrări de construcții în domeniul infrastructurii.